# Paralomys gerbillus
Paralomys gerbillus é uma espécie de roedor da família Cricetidae. É a única espécie do género Paralomys.
Apenas pode ser encontrada no Peru.